# オーバーズルム
オーバーズルム (ドイツ語: Obersulm、アレマン語: Owersulm) は、ドイツ連邦共和国バーデン＝ヴュルテンベルク州ハイルブロン郡に属す町村（以下、本項では便宜上「町」と記述する）。1972年にそれまで独立した町村であったアファルトラハ、アイヒェルベルク、エシェナウ、ヴァイラー・バイ・ヴァインスベルクおよびヴィルスバッハが合併して成立した。さらに1975年にジュルツバッハが合併した。オーバーズルムの名前は町を貫通するズルム川に因んだものである。

## 地理

### 位置
オーバーズルムはハイルブロン郡南東部ズルム川の渓谷に位置する。シュヴェービシュ＝フレンキシャー・ヴァルト自然公園内のレーヴェンシュタイナー山地の麓、標高200mから502mの場所にあたる。ブライテナウアー湖はその一部が町域にかかっている。町域内で、シュリーアバッハ川、ゼーベヒレ川、ズルツバッハ川（以上、右岸側）、ハムバッハ川（左岸側）がズルム川に合流する。

### 隣接する市町村
オーバーズルムに隣接する市町村は、南から時計回りに、レーヴェンシュタイン、レーレンシュタインスフェルト、エルホーフェン、ヴァインスベルク、ブレッツフェルト（ホーエンローエ郡）である。ベッツフェルト郡を除きいずれもハイルブロン郡に属す。オーバーズルムはレーヴェンシュタインと行政共同体を形成する。

### 自治体の構成
オーバーズルムは、かつては独立した町村であった、アファルトラハ、アイヒェルベルク、エシェナウ、ジュルツバッハ、ヴァイラー・バイ・ヴァインスベルクおよびヴィルスバッハの各地区から成る。町境の北東部、オーバーズルム＝エシェナウ地区とブレッツフェルト＝シェッパハ地区の間に、かつてはエシェナウに属していた小集落ヴィースレンスドルフがある。

## 歴史
オーバーズルムを構成する6つの地区は、いずれも何世紀もの長い歴史を有している。ヴィルスバッハは、7世紀にはすでに成立していた。エシェナウは Villa Esginaha として780年に初めて記録されている。他の地区も11世紀から13世紀に記録が遺され、最後のアイヒェルベルクは1275年に初めて記録されている。ヴィースレンドルフ集落は1387年に初めて記録されている。これらの村は、地方貴族やシェーンタール修道院の所領となっていた。
アファルトラハは、13世紀にはレーヴェンシュタイン伯とヴァインスベルクが治めていた。レーヴェンシュタイン伯領部分は、1278年から1805年まで、カトリックの聖ヨハネ騎士団（現在ではマルタ騎士団の名で知られる）の統括地区であった。
エシェナウは、レーヴェンシュタイン伯のレーエンであり、レーエン臣下としてエシェナウ家が城を有した。この城は1504年に破壊された。15世紀末からはゲミンゲン家が治め、1573年に城館を築いた。1941年から1942年には、シュトゥットガルトや周辺地域からの、少なくとも110人のユダヤ人の老人がエシェナウ城内に収容された（「強制老人ホーム」）。このうち、11人がなくなりアファルトラハのユダヤ人墓地に葬られた。他の人々は、1942年にテレージエンシュタット強制収容所に送られ、そこで、あるいは東部の絶滅収容所へ移送され、命を奪われた。
ジュルツバッハとヴィルスバッハは、1504年からヴュルテンベルク領となった。他の地区は1805年にこれに続いた。その後1926年に廃止されるまで、全地区がオーバーアムト・ヴァインスベルクに属した。同オーバーアムト廃止後は、オーバーアムト・ハイルブロン（1938年からはハイルブロン郡）に属した。
1972年5月1日に、アファルトラハ、アイヒェルベルク、エシェナウ、ヴァイラー・バイ・ヴァインスベルクおよびヴィルスバッハが合併し、新しい自治体（町村）オーバーズルムが誕生した。1975年1月1日にジュルツバッハがこれに合併した。

### 宗教
オーバーズルムはプロテスタントが優勢な町である。アファルトラハ、エシェナウ、ジュルツバッハ、アイヒェルベルクを含むヴァイラーおよびヴィルスバッハに、それぞれプロテスタントの教会組織がある。かつて聖ヨハネ騎士団の管轄地域であったアファルトラハにはカトリックの教会組織があり、他の地区や近隣市町村のカトリック信者をも管轄している。オーバーズルムには新使徒教会の組織もある。

## 行政

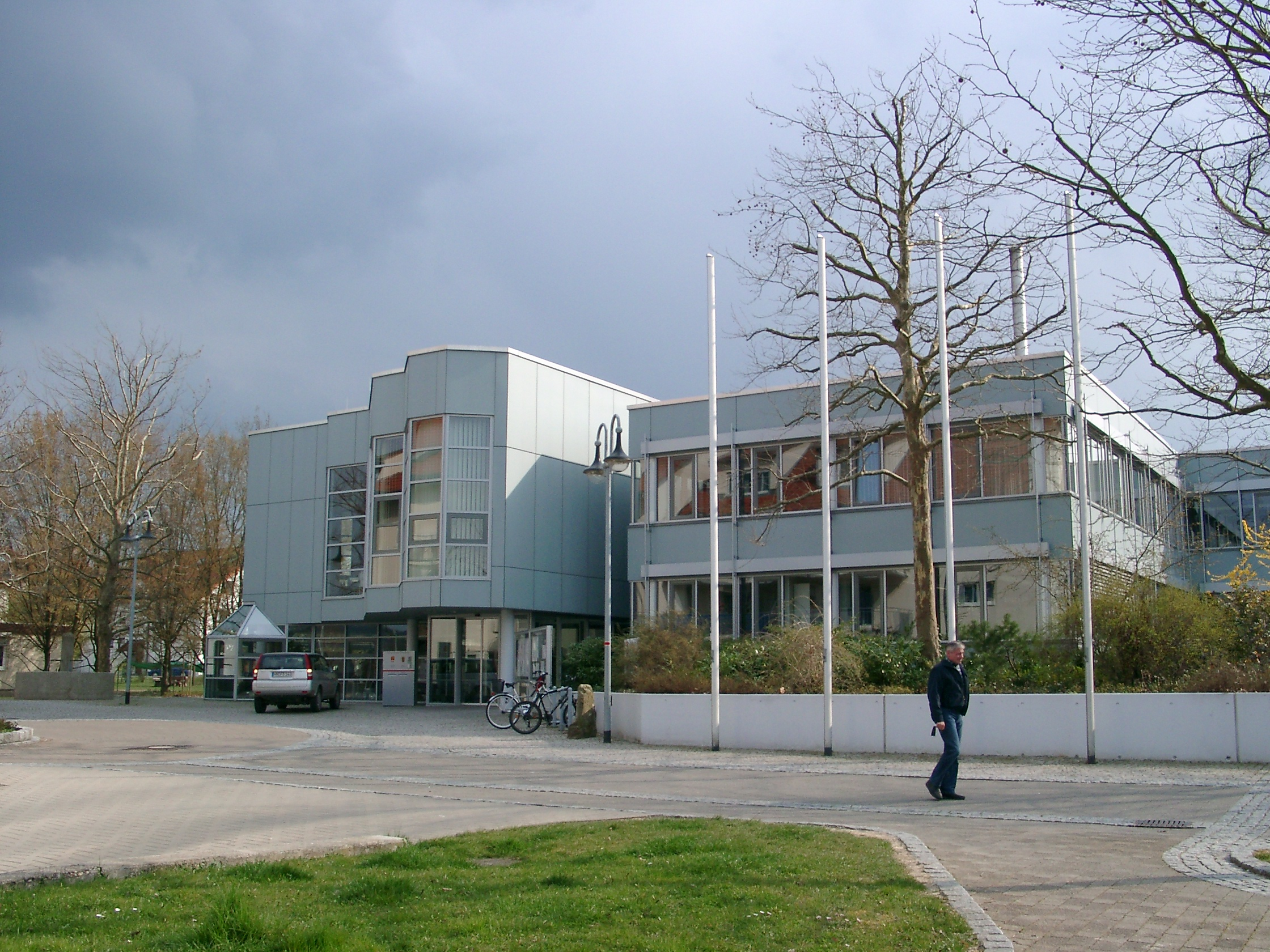
アファルトラハにある町役場

### 議会
オーバーズルムの議会は22議席で、議会には、この他に首長が加わり議長を務める。
アファルトラハ、アイヒェルベルク、エシェナウ、ジュルツバッハ、ヴァイラー・バイ・ヴァインスベルク、ヴィルスバッハの6つの各地区には、それぞれ6人の議席からなる地区議会がある。

### 紋章と旗
図柄: 赤地で、銀の波帯の上に金のブドウの房。房には両側にそれぞれ金の葉をつけた金の軸がついている。町の旗は金 - 赤である。
新しく創設された町であるオーバーズルムは、住民アンケートにより現在の紋章を採択した。この紋章はシュトゥットガルト中央文書館が提案したモチーフを組み合わせている。ブドウの房は町のほぼ全域で行われているブドウ栽培を象徴しており、波帯は町名の由来ともなったズルム川を示している。紋章の銀と赤の色は、レーヴェンシュタイン伯としてこの町の町域の多くの部分をかつて統治していたヴァインスベルク家を想起させる。紋章と旗は、ハイルブロン郡の郡庁から認可された。

### 友好都市
- ボーモン＝ル＝ロジェ（フランス、ウール県）
- ローレンドルフ・バイ・クレムス（オーストリア、ニーダーエステライヒ州）
- Hercegkút（ハンガリー、ボルショド・アバウーイ・ゼンプレーン県）2006年9月23日[4]

## 文化と見所
エシェナウとアファルトラハは、多くの見所を持つヴュルテンベルク・ワイン街道沿いに位置している。

### 博物館
ヴァイラーには学校博物館（この分野ではバーデン＝ヴュルテンベルク州最大）が、アファルトラハにはアファルトラハ・シナゴーグ博物館がある。

### 建造物
アファルトラハ
- 1694年に造営された聖ヨハネ騎士団の政庁、Schloss（城館）あるいはSchlößchen（小城館）とも呼ばれる。
- プロテスタントの聖ヨハネ教区教会。16世紀に後期ゴシック様式で建造されたが、現在の建物は1903年にネオバロック様式の外観に改築されたものである。
- カトリック教区教会は、1896年から1902年にリヒャルト・ライシュによって建てられた建築で、15世紀のヨハネス祭壇の遺構が遺されている。
- 旧シナゴーグは1851年の建物。現在は集会所と博物館になっている。

- アファルトラハ旧政庁
（アファルトラハ城）
- プロテスタント教会
- カトリック教会
- 旧シナゴーグ

アイヒェルベルク
- アイヒェルベルクには、旧ワイン製造所、パン焼き小屋、旧村役場の他、あちらこちらに木組み建築が遺されている。
- アイヒェンベルクの郊外に、バロック様式の農場付き邸宅フリードリヒスホーフがある。この建物は、1783年にフリードリヒ・フォン・ヴァイラー男爵によって建てられ、農場の周りに何度も新しい建物が築かれたもので、リヒテンシュテルン教団が利用している。

- 旧ワイン製造所
- パン焼き小屋
- 旧村役場
- 1692年に建造された木組み建築
- フリードリヒスホーフ

エシェナウ
- エシェナウ城はプライカルト・フォン・ゲンミンゲンによって1573年に建造された。1740年頃にはヨハン・メルヒオール・フォン・キリンガーの所有となり、1745年にレオポルド・レッティの設計に基づき、ゲオルク・フィリップ・ヴェンガーの下で初期古典主義建築に改築された。城の庭園には四阿とオランジュリーがある。この建物の北西角にある塔は、最も古い部分にあたり、かつて城砦であった時代にまで遡る。
- 村役場は、かつてはゲミンゲン家の行政庁舎であった建物で、1890年に近代的に改装されてからは、旧村役場に替わって用いられた。
- 聖ヴェンデリン教区教会は1565年から1585年の建築で、1756年にバロック様式に改築され、さらに1959年に再び簡素な外観に改められた。15世紀のフレスコ画と像を有している。
- この他、地区中心部にある、1600年頃の2つのワイン製造所やバロック様式のガストハウス・ツム・オーヒェンは特筆に値する。
- 城壁沿いにある1546年の旧村役場や1797年の旧シナゴーグは、住宅に改築されている。リヒテンシュテルン修道院の農場は、時代の中で取り壊された。
- 墓地の壁には、領主（ツィーゲザール男爵）の碑が埋め込まれている。この他、墓地には Üxküll-Gyllenband家の墓石もある。

- エシェナウ城（左側、ピンク色の壁の建物）
- 村役場
- プロテスタント教会
- 1579年建造のワイン製造所

ジュルツバッハ
- プロテスタントの聖キリアン教区教会は、1243年に初めて記録されている教会で、元々はゴシック様式の教会堂であったが、1619年にルネサンス様式に改築され、17世紀に内部に多くの装飾が施された。教会の中庭にベハイムの贖罪の十字架のコピーが置かれている。教会の近くにはバロック様式の司祭館がある。
- ジュルツバッハには、多くの見応えある木組み建築がある。この中には、エーバーシュテッター通りの、古いものは1556年にまで遡る装飾木組みを持つ4軒の豪華な建築がある。また、かつてのシェーンタール修道院のワイン製造所は1790年の建築である。
- この他、地区の中心部には旧村役場がある。

- キリアン教会
- ベハイムの贖罪の十字架（コピー）
- 司祭館
- エーバーシュテッター通り11番の木組み建築（1684年）
- エーバーシュテッター通り7番の木組み建築
- 1790年建造の旧ワイン製造所
- 旧村役場

ヴァイラー
- ヴァイラー城は、おそらく中世の水城に起源を持つ城で、1588年に新しい建物が建造された。ただし、居住棟は19世紀に増築されたものである。
- 装飾木組みとルネサンス様式の玄関を有する旧会計局は1558年に城に隣接して建設された。しかしその城は放棄されて荒廃し、現在は附属建造物が遺るだけである。
- 1339年に建造されたプロテスタントの教会は、1758年以降何度も増改築が繰り返された。
- 地区の中心部には中世後期からルネサンス時代の木組み建築が多く遺されている。
- パン焼き小屋は、19世紀の建築である。
- 墓地には、ヴァイラー男爵一門の墓所がある。この墓所は1850年頃に巡礼教会として用いられていた建物である。

- ヴァイラー城
- 1558建造の旧会計局
- 教会
- パン焼き小屋
- 男爵家の墓所、旧巡礼教会

ヴィルスバッハ
- 1486年建造のプロテスタント聖ゲオルク教区教会は、1683年の装飾と1732年の擬宝珠型屋根の塔をもつ建物で、何度も改築が行われている。
- 旧村役場は1845年の古典様式の建築である。ここには元々ワイン製造所が建っていた。
- 旧学校

- プロテスタント教区教会
- 旧村役場
- 旧学校

## 経済と社会資本

### ブドウ栽培
オーバーズルムの重要な経済基盤は、ブドウ栽培である。3つのブドウ栽培者組合と独立の栽培業者が、併せて387haのブドウ畑を経営している。オーバーズルムにはワイン製造業者のSchlosskellerei Affaltrachがあり、ワインの他に発泡酒も製造している。この土地は、ヴュルテンベルク・ワインの生産地で言うと、ヴュルテンベルガー・ウンターラント地方のザルツベルク大地区に属す。

### 交通

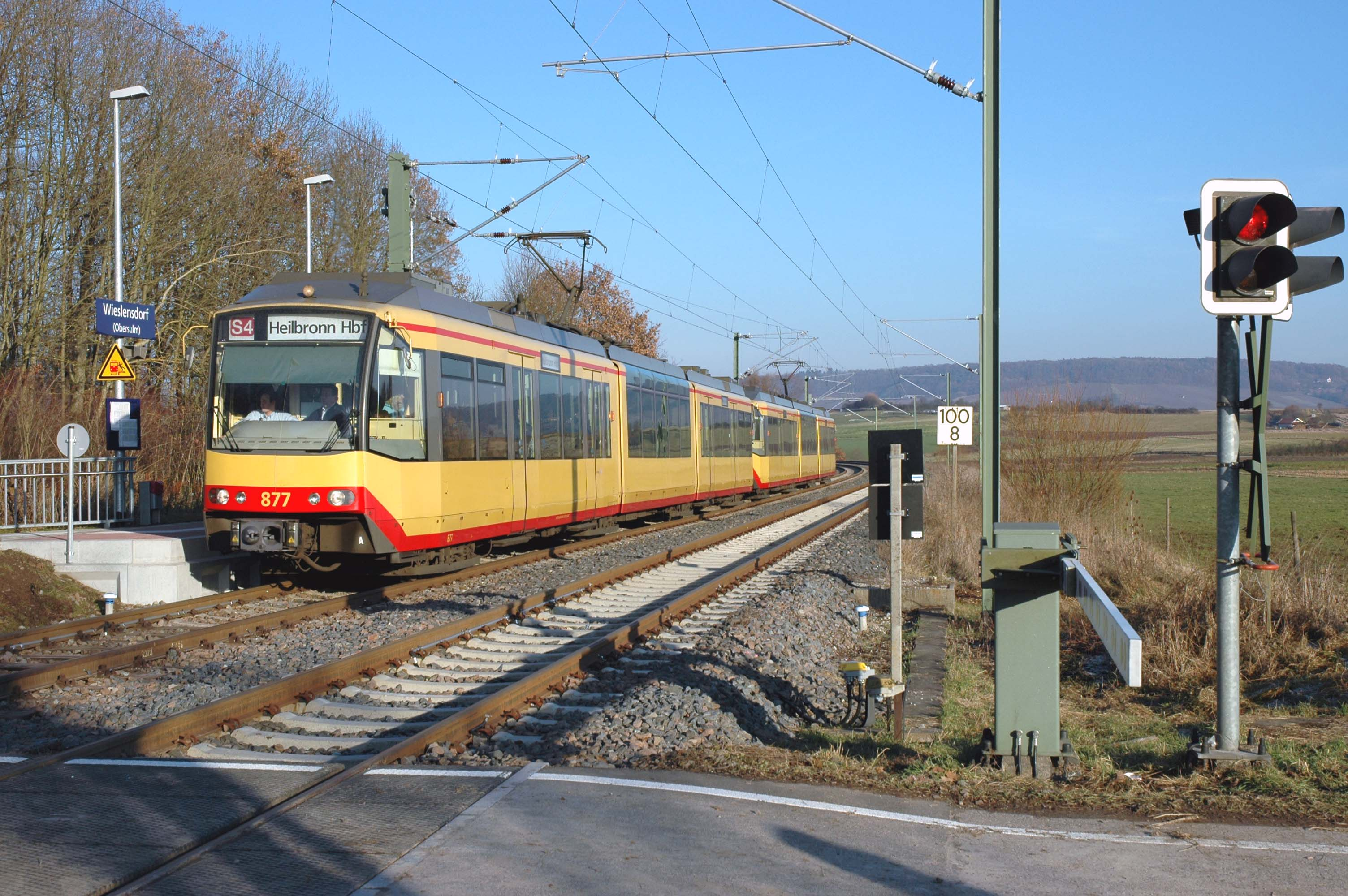
ヴィースレンスドルフ駅に停車中のS-バーンの車両

オーバーズルムは、ハイルブロンからマインハルトへ向かう連邦道B39号線沿いに位置する。鉄道では、ハイルブロンからクライルスハイムへのホーエンローエ鉄道沿いに、ジュルツバッハ、ヴィルスバッハ、アファルトラハ、エシェナウの駅がある。2005年12月からは、この路線を利用して、ハイルブロン – エーリンゲン間を、アルプタール交通会社のSバーン（トラムトレイン）S4号系統が30分ごとに運行している。これに伴い、ジュルツバッハ・シューレ、ヴィースレンスドルフの2つの駅が開業した。

### 地元企業
ヴィルスバッハ地区には、1969年創設の企業 CD Cartondruck AGがあり、375人が勤務している（2006年現在）。この会社は、化粧品やお菓子用の洒落た包装材料の生産を行っている。 USA（ニュージャージー州フェアヴュー）、フランス（パリ）、ポーランド（グダニスク）にも支店を持つ。Cartondruckは、2004年には、5億点の包材を出荷し、6,600万ユーロの売り上げを上げた。

### メディア
オーバーズルムでのできごとは、日刊紙 Heilbronner Stimmeのヴァインスベルガー・タール版(WT)に掲載される。
2000年10月から、週刊のニュース・広報紙 sulmtal.de – das extrablattが発刊され、オーバーズルム及び近隣地区に無料で配布されている。

## 人物

### 出身者
- ミヒャエル・ベハイム（1416年 – 1474年頃）15世紀の最も重要な著述家の一人
- ベルタ・タールハイム（1883年 – 1959年）政治家 (KPD)
- アウグスト・タールハイム（1884年 – 1948年）政治家（KPD党首）、マルクス主義哲学者
- ディーター・ヴァイリヒ（1944年 - ）政治家 (CDU)、ドイツ連邦議会議員、ドイチェ・ヴェレ元会長
- ラインホルト・ガル（1956年 - ）政治家 (SPD)、バーデン＝ヴュルテンベルク州州議会議員